# Disembolus procerus
Espèce
Disembolus procerus est une espèce d'araignées aranéomorphes de la famille des Linyphiidae.

## Distribution
Cette espèce est endémique de l'État de Washington aux États-Unis,. Elle se rencontre dans le comté de Yakima vers la Tieton River.

## Description
Le mâle holotype mesure 1,55 mm et les femelles de 1,45 à 1,55 mm.

## Publication originale
- Millidge, 1981 : « The erigonine spiders of North America. Part 4. The genus Disembolus Chamberlin and Ivie (Araneae: Linyphiidae). » Journal of Arachnology, vol. 9, no 3, p. 259-284 (texte intégral).